# Chico César
Francisco Gonçalves César né le 26 janvier 1964 à Catolé do Rocha, est un chanteur, compositeur, écrivain et journaliste brésilien.

## Biographie
Né dans la ville de Catolé do Rocha dans la région de Paraíba. A seize ans, il entre et est diplômé en journalisme par l'Université Fédérale de Paraíba. En parallèle il participe au groupe Jaguaribe Carne, de poésie d'avant-garde.
En 1991, il est invité à faire une première tournée en Allemagne, et le succès l'encourage à quitter le journalisme pour se consacrer à la musique seulement. Il forme alors le groupe Cuscuz Clã et commence à se produire à Sao Paulo dans la discothèque Blen Blen Club. En 1995 il sort son premier album Aos Vivos et son premier livre Cantáteis, cantos elegíacos de amizade (ed. Garamond).
En mai 2009, il devient président de la Fondation culturelle John Person (Funjope). Depuis janvier 2010 il est Secrétaire de la Culture de l'État de Paraíba.

## Discographie
- Aos Vivos (1995)
- Cuscuz Clã (1996)
- Beleza Mano (1997)
- Mama Mundi (2000)
- Respeitem meus cabelos, brancos (2002)
- De uns tempos pra cá (2006)
- Francisco, forró y frevo (2008)
- Estado de poesia (2015)
- O Amor é um ato revolucionário  (2019)

## Compositions
- "À Primeira Vista" – Daniela Mercury, Rei_do_gado - Trilha Sonora et Feijão com Arroz (1996)
- "Pensar em Você" – Daniela Mercury, Belissima - Trilha Sonora Nacional et [Balé Mulato (2005)